# Columbus (North Dakota)
Columbus is een plaats (city) in de Amerikaanse staat North Dakota, en valt bestuurlijk gezien onder Burke County.

## Demografie
Bij de volkstelling in 2000 werd het aantal inwoners vastgesteld op 151.
In 2006 is het aantal inwoners door het United States Census Bureau geschat op 127, een daling van 24 (-15,9%).

## Geografie
Volgens het United States Census Bureau beslaat de plaats een oppervlakte van
0,7 km², geheel bestaande uit land. Columbus ligt op ongeveer 589 m boven zeeniveau.

## Plaatsen in de nabije omgeving
De onderstaande figuur toont nabijgelegen plaatsen in een straal van 32 km rond Columbus.